# ガルベストン湾
ガルベストン湾（Galveston Bay）とはアメリカ、テキサス州にある大きな入り江。この湾はトリニティ川とサンジャシント川が合流し、メキシコ湾から流れ込む潮流と合わさって形成されている。面積は約1,500 km2で、長さ50 km、幅27 kmである。水深は3 m 。ガルベストン島とボリヴァル半島との間の水路でメキシコ湾に繋がる。
湾周辺で最大の町はガルベストン。他にはベイタウン、テキサスシティ、アナワクがある。